# تيودور فاغنر
تيودور فاغنر (بالألمانية: Theodor Wagner)‏ مواليد 6 أغسطس 1927 في فيينا، هو لاعب كرة قدم نمساوي دولي سابق كان يلعب كمهاجم. سبق له أن لعب في كأس العالم لكرة القدم مع منتخب بلاده.
سجل 3 أهداف في مباراة بلده مع سويسرا في كأس العالم 1954، والتي انتهت بفوز بلده 7-5.

## المسيرة الاحترافية

### أندية لعب لها
- أدميرا فاكر مودلينغ

## روابط خارجية
- تيودور فاغنر على موقع الاتحاد الدولي (مؤرشف)  (الإنجليزية)
- تيودور فاغنر على موقع قاعدة بيانات كرة القدم.إي يو (الإنجليزية)
- تيودور فاغنر على موقع ناشيونال فوتبول تيمز (الإنجليزية)
- تيودور فاغنر على موقع Soccerway.com (الإنجليزية)
- تيودور فاغنر على موقع عالم كرة القدم.نت (الإنجليزية)
- تيودور فاغنر على موقع أوليمبيديا (الإنجليزية)